# 中央西路
中央西路，為臺灣桃園市中壢區的重要道路，全線以老街溪分為兩段。起於延平路，銜接中央東路；止於三光路。

## 沿線行政區域
- 桃園市
  - 中壢區

## 分段
(由東至西)
- 一段:延平路－老街溪
- 二段:老街溪－三光路

## 車道配置
- 全線:雙向各二車道

## 主要結點
(由東至西)
- 延平路
- 新生路
- 中豐路
- 義民路一段和二段
- 明德路
- 新明路
- 三光路

## 沿線設施
(由東至西)

### 中央西路一段
- 桃園捷運機場線（中壢延伸線）老街溪站(車站位於桃園市中壢區中豐路，共有2個出入口，其中1號出入口位於中豐路與中央西路一段路口)
- 聯邦商業銀行中壢分行(62號)[1]

### 中央西路二段
- 桃園市中壢地政事務所(30號3、4、5樓)[2]已搬至桃園市中壢區松勇二街59號(7-ELEVEN 豐亞門市對面，鄰近於好市多中壢店附設加油站)
- 桃園市立新明國民小學(97號)[3]
- 中華郵政中壢志廣郵局(271、273號)[4]
- 國立中央大學附屬中壢高級中學(三光路115號)[5]